# 巴爾多·德利烏巴爾迪站
巴爾多·德利烏巴爾迪站（義大利語：Baldo degli Ubaldi）是義大利羅馬地鐵的一個車站，得名于以意大利法学家巴尔多·德利乌巴尔迪命名的巴尔多·德利乌巴尔迪街。巴爾多·德利烏巴爾迪站是一個地下車站，開通於2000年1月1日，是羅馬地鐵A線的車站。

## 外部連結
- Baldo degli Ubaldi station on the Rome public transport site (in Italian)